# Vic-sur-Aisne
Vic-sur-Aisne település Franciaországban, Aisne megyében. Lakosainak száma 1610 fő (2022. január 1.). Vic-sur-Aisne Berny-Rivière, Montigny-Lengrain, Ressons-le-Long, Saint-Christophe-à-Berry, Bitry és Saint-Pierre-lès-Bitry községekkel határos.

## Népesség
A település népessége az elmúlt években az alábbi módon változott:
| Lakosok száma | 1388 | 1685 | 1775 | 1708 | 1724 | 1684 | 1645 | 1618 | 1604 | 1610 |
|               | 1968 | 1982 | 1990 | 2006 | 2013 | 2015 | 2017 | 2019 | 2020 | 2022 |